# جبهة الإنقاذ الوطني الفلسطيني
جبهة الإنقاذ الوطني الفلسطيني عبارة عن تحالف من الفصائل الفلسطينية. تم الإعلان عن إنشاء جبهة الإنقاذ الوطني الفلسطيني في 25 مارس 1985. تتألف الجبهة من الجبهة الشعبية لتحرير فلسطين والجبهة الشعبية لتحرير فلسطين – القيادة العامة ومنظمة الصاعقة وجبهة النضال الشعبي الفلسطيني وجبهة التحرير الفلسطينية (جناح أبو نضال الأشقر) وفتح الانتفاضة. تأسست الجبهة ردا على اتفاق عمان بين رئيس منظمة التحرير الفلسطينية ياسر عرفات والملك الأردني الحسين بن طلال.
اتهمت الجبهة الوطنية للإنقاذ الفلسطينية قيادة منظمة التحرير الفلسطينية «بالاستسلام». تم التشديد نيابة عن الجبهة على أنها لا تسعى إلى الاستعاضة عن منظمة التحرير الفلسطينية بل أن تأسيسها كان تدبيرًا مؤقتًا.
في عام 1991 دعت منظمة التحرير الفلسطينية جبهة الإنقاذ الوطني الفلسطيني إلى تونس لإجراء محادثات للمصالحة.